# Cambre
Pour les articles homonymes, voir Cambre (homonymie).
La Cambre ou ruisseau du Moulin du Pré, ruisseau de Goué dans la première partie de son cours, est une rivière française des Pays de la Loire et de Normandie, affluent de l'Airon en rive droite, dans les départements de la Mayenne et de la Manche.

## Géographie
La Cambre prend sa source au lieu-dit Méray, au sud-est du territoire de Fougerolles-du-Plessis sous le nom de ruisseau de Goué et prend la direction de l'ouest. Elle fait fonction de limite entre les départements de la Mayenne et de la Manche sous le nom de ruisseau du Moulin du Pré, passe à proximité des ruines de l'abbaye de Savigny-le-Vieux, et se joint aux eaux de l'Airon entre Landivy et Savigny-le-Vieux, après un parcours de 15,2 km.